# Joseph Thomson
Joseph Thomson (Tronhill, Dumfries, Escòcia, 14 de febrer de 1858 - Londres, Regne Unit de 2 d'agost, 1895) fou un explorador escocès.
Estudià a Edimburg i el 1878 anà amb Johnston a l'Àfrica oriental en qualitat de geòleg i després de la mort de Johnston, el juny de 1879, conduí l'expedició als llacs de Nyasa i Tanganyika. Per encàrrec de la Societat Geogràfica de Londres, el 1883 va emprendre una expedició al Mombasa, pel territori dels massais, al Kenya i pel Baringo al Victòria.
El 1885 fou enviat a l'Àfrica Occidental per la Companyia Nacional Africana, per a concloure un conveni amb el sultà Úmar de Gando. Per encàrrec de la Societat Geogràfica de Londres, va recórrer el 1888 el sud del Marroc, i el 1890 anà al Llac Bangweulu, enviat per la Societat Sud-africana Anglesa.

## Publicacions
- To the Central African lakes and back, (3a edició Londres 1881, traducció a l'alemany, Jena, 1882
- Through Masai Land, (1885; traducció alemanya, Leipzig, 1885).
- Ulu, an African romance, (1888).
- Mungo Park and the Niger, (1890).
- Travels in the Atlas and Southern Morocco, (1890).